# ホワイトストーンヒルの戦い

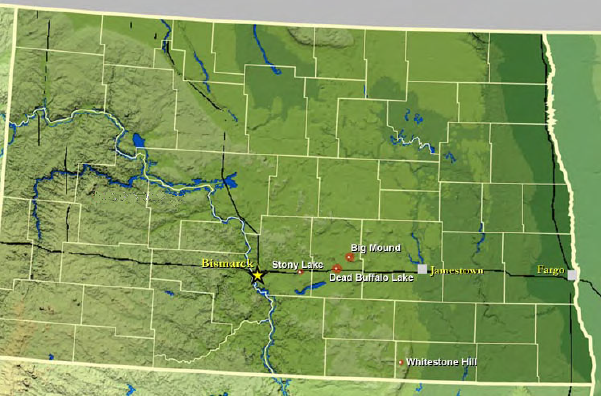
ノースダコタにおけるスー族に対する作戦の図。ホワイトストーンヒルは右下

ホワイトストーンヒルの戦い（英: Battle of Whitestone Hill）は、1863年にアメリカ合衆国ダコタ準州で起きた対スー族戦争の最終段階の戦闘である。9月3日から5日、アメリカ陸軍アルフレッド・サリー准将の指揮する部隊が、インディアンの集落を攻撃した。その集落に居たインディアンは、ヤンクトナイ族、サンティ族、テトン・スー族だった。サリーは女性と子供を含め300ないし400人のインディアンを殺し、あるいは負傷させ、捕虜にした。サリーの部隊の損失は約60名だった。サリーは1864年にもスー族に対する作戦を続けることになった。

## 背景
1862年のダコタ戦争で、サンティ・スー族（ダコタ族あるいは東部スー族とも呼ばれた）が敗北し、懲罰を恐れたスー族約4,000人はミネソタ州からダコタ準州に逃亡し、そこでヤンクトナイ、ヤンクトン、ラコタあるいはテトンなど他のスー族と合流した。スー族戦士はミネソタ州の文民や軍事目標に対して小規模の襲撃を続けていた。
1863年半ば、ミネソタ州のジョン・ポープが指揮するアメリカ陸軍は、ダコタ準州東部でスー族に対して2つの大きな軍事遠征を行っていた。それら遠征の目的は1862年の戦争の再現を阻止し、ダコタ東部での白人入植を促進し、ミズーリ川を通ってモンタナの金鉱原への道を保護することだった。
ヘンリー・ヘイスティングス・シブリー准将（初代ミネソタ州知事）が2つに分けたその作戦の片方を指揮した。  ミネソタからミズーリ川まで陸路2,000名の兵士を率い、7月にスー族とビッグマウンド、デッドバッファロー、ストーニーレイクと3回の戦闘を行った。スー族に大きな損失を出させたわけではなかったが、ミズーリ川の西岸までスー族を追い出し、ジャーキーなど冬の備えやティピーの多くを含むインディアンの財産の多くを破壊した。
作戦の第2の部隊はアルフレッド・サリー准将が率い、1,200名を率いてミズーリ川を遡り、シブリー隊と落ち合って、2つの部隊でスー族を潰すことが想定されていた。しかしサリー隊は、川の水位が低かったために蒸気船でミズーリ川を遡るのが遅れた。サリー隊が8月半ばに現在のノースダコタ州ビスマーク近辺に到着したとき、シブリー隊は既にミネソタ州に戻っていた。サリーの1,200名の部隊には、デイビッド・ウィルソン大佐が指揮するアイオワ第6騎兵隊、ロバート・ファーナス大佐が指揮するネブラスカ第2騎兵隊が入り、さらに山岳地榴弾砲8門と斥候隊、輜重隊が付いていた。その兵士は騎兵が通常使うカービン銃ではなく、長射程ライフル銃で武装しており、スー族の大半はマスケット銃、猟銃あるいは弓矢でしか武装していなかったので、決定的に有利な条件にあった。
一方で、シブリーがミズーリ川西岸に追い出していたスー族の幾らかが東岸に戻り、バッファローの肉を得て冬の食料を補おうとしていた。サリーは南東方面でインディアンを探した。9月3日、サリーはある湖近くで殺されたばかりのバッファローの残骸を多く発見し、その日の午後には斥候でサンティ族との混血であるフランク・ラフランボワズが、10マイル (16 km) 前方に400戸の村があると報告した。ラフランボワズは一時スー族戦士の隊に捕まったが解放されており、それはスー族が戦闘を求めていないことを示していた。サリーはその前衛隊であるA・E・ハウス少佐が指揮するアイオワ第6騎兵隊大隊300名に、インディアンの宿営地を取り囲み、逃げさせないようするよう命令した。輜重隊の護衛で4個中隊を残し、主力部隊を率いて10マイルを速駆けで1時間で進んだ。
ハウス少佐とそのアイオワ第6騎兵隊大隊が、インディアンの宿営地を偵察し、サリーが援軍を連れて前進してくるのを待っていると、スー族の代表が白旗を持って出てきて、和平を保つことと、狩猟にのみ興味があることを主張し、彼らの酋長数人の降伏も提案した。ハウスはそのような事態についての指示を受けていなかったので、インディアンの宿営地にいる全部隊の無条件降伏を要求した。ハウスはインディアンが行き詰っていることを想定し、女性が宿営地を畳んで逃げ出すまで時間が必要であろうと考えた。ハウスも援軍が到着するまで何もできない状態だった。
この宿営地ではおそらくカットヘッド・バンドを含むヤンクトナイ族がスー族のなかでも最も人数の多い部族であり、他にサンティ族、ハンクパパ族（おそらく売り出し中の指導者シッティング・ブルがいた）、シハサパ族すなわちブラックフット・スー族がいた。1つの小屋に5人ないし10人の人が居るとして、400戸の小屋では2,000ないし4,000人が居り、その中には500ないし1,000人の成人男性が居ると推計された。女性、子供、老人は安全のためにミシシッピ川西岸に残されているはずだった。スー族はこの戦闘で950名の戦士がいたと言っていた。

## 戦闘
サリーは、大きく散開したインディアン集落を見下ろす尾根の上に、午後6時頃に到着した。サリーは自部隊が600ないし700名がいるだけだと推計した。スー族がティピーを畳んで出て行こうとしているのを見て、インディアンが戦うよりも逃げようとしていると判断した。サリーの目的はインディアンを「取り囲む」ことであり、部隊をインディアンの退路を塞ぐように配置してから集落に向かって前進することにした。ウィルソン大佐のアイオワ第6騎兵隊を右翼に、ファーナス大佐のネブラスカ第2騎兵隊を左翼に配置し、スー族が自隊から隠れて逃亡できる可能性のある幾つかの谷を占領させた。サリーは両翼を抑えて、3個中隊と砲兵隊と共にさしたる抵抗も無くインディアン宿営地に前進した。リトルヘッドとビッグヘッドという2人の酋長、さらに約150名の追随者が降伏した。インディアンの宿営地が近く、混乱していたので、サリーは砲兵隊の大砲を使えなかった。
スー族の多くがアイオワ第6騎兵隊とネブラスカ第2騎兵隊の間に捉えられ、アイオワ兵は徒歩で前進して、僅か60ヤード (54 m) の至近距離でインディアンと交戦しているネブラスカ兵のいる方向にスー族を押していった。夕闇が迫ると、アイオワ第6騎兵隊のウィルソン大佐が、1個大隊で無分別な騎馬突撃を命じた。しかし、急ぎ過ぎて兵士の中にはその武器を装備していくよう命令が伝わらなかった者もおり、スー族からの激しい反撃で騎兵の馬が驚いてしまい、突撃が崩れた。大隊が後退し、徒歩になって防御的配置に就いた。
左翼ではファーナス大佐も、暗闇が増す中で同士討ちになったり兵士を統率できなくなることを恐れ、そのネブラスカ兵を防御的配置に就かせた。兵士は辛い夜を過ごした。「インディアンは戦場で略奪し、死んだ兵士の頭皮を剥いだ。女性が叫び声をあげ、嘆いて」おり、ある負傷兵は助けを求めて叫んだが、守備位置から出てこさせようというおとりだと考えられた。翌朝、その兵士はまだ生きていることが分かったが、インディアンから受けた傷がもとで死に掛けていた。スー族は暗闇の中で逃亡していた。
翌朝インディアンの宿営地は空になっており、死体と、はぐれてしまった子供や女性がいるだけだった。サリーは逃げていくインディアンの所在を突き止めるために斥候を放ったが、ほとんど見つけられなかった。サリーはインディアンが宿営地に放棄していった物資を焼くよう命じた。その中にはティピーが300、40万ないし50万ポンド (181 - 227 トン) のバッファローの乾燥肉など冬用の食料、殺されたバッファロー1,000頭の製品が含まれていた。9月5日、サリーの兵士が新たにスー族インディアンと遭遇した。チャールズ・W・ホール中尉が率いた偵察隊27名が、ホワイトストーンヒルから約15マイル (40 km) の位置で約300名のスー族と出逢った。インディアンがその部隊をサリーの宿営地まで追いかけ、6名を殺し、1名を負傷させた。
サリー隊の損失は総計で戦死22名、負傷38名だった。友軍による同士討ちの損失もあったはずである。スー族の損失については信頼できる資料がなく、女性と子供を含み100名ないし300名と推計されている。捕虜は成人男性32名を含み、156名になった。インディアン側は、サリーの部隊が「平和な宿営地」を攻撃し、多数の女性と子供を殺したので、この戦いを「虐殺」だと言うことが多い。サリー隊の通訳の一人でスー族との混血であるサミュエル・J・ブラウンは「それは完全な虐殺」であり「あの女性や子供が如何に虐殺されたかを聞くのは嘆かわしいことだ」と言っていた。サリーは逆の見解を持っており、「インディアンに対して長く心配を表明しており、非の打ち所がない名誉と高潔の記録がある」としていた。歴史家の中には、アメリカ陸軍が少なからぬ損失を出しており、虐殺ではなく戦闘だったという意見の者がいる。

## 戦闘の後
サリーは馬やラバの状態が悪く、物資も無かったので、スー族を追跡できなかった。9月6日にはホワイティングヒルを発って、現在のサウスダコタ州にあるピエール砦に向かった。その近くで新たに砦を築き、サリー砦と呼ばせ、冬の間部隊の幾らかを駐屯させた。ここから1864年のスー族に対する作戦が再開され、7月のキルディア山の戦いに繋がった。サリーの遠征はインディアンの一部を貧窮の中に落としたが、ダコタ東部でのインディアンによる脅威を終わらせるという目的は達せなかった。
この戦闘後、ほとんどがサンティ族の約600人がカナダまで逃亡した。1864年には、その後に3,000人が続いた。ミネソタ州は1862年のダコタ戦争に参加しなかった者を含め全てのスー族を追い出し、友好的なウィネベーゴ族まで追い出した。白人の絶対的友人であるサンティ族25人のみが州内に住むことを許された。

## 戦闘に関わったアメリカ陸軍
- ダコタ地区軍: アルフレッド・サリー准将
  - アイオワ第6騎兵隊: デイビッド・S・ウィルソン大佐
  - ネブラスカ第2騎兵隊: ロバート・W・ファーナス大佐

## ホワイトストーンヒル州立歴史史跡
ノースダコタ主率歴史協会が戦場跡の一部を「ホワイトストーンヒル州立歴史史跡」として保護している。この史跡には戦闘に関する小さな博物館、記念碑が2つ、ピクニック場が1つある。記念碑の1つは死んだインディアンを顕彰し、もう1つは戦闘で死んだ兵士を記念するものである。この史跡は季節によって公開されている。